# Liste des régions de France par production et consommation électrique
Cet article liste les régions françaises selon leurs niveaux annuels de production et de consommation électrique.

## 2010
(septembre 2020).
|                            | Production (GWh) | Consommation (GWh) | Production/Consommation (%) |
| -------------------------- | ---------------- | ------------------ | --------------------------- |
| Alsace                     | 20322            | 15150              | 134,1%                      |
| Aquitaine                  | 29674            | 23633              | 125,6%                      |
| Auvergne                   | 2219             | 9338               | 23,8%                       |
| Basse-Normandie            | 16508            | 10654              | 154,9%                      |
| Bourgogne                  | 851              | 11967              | 7,1 %                       |
| Bretagne                   | 2060             | 21724              | 9,5 %                       |
| Centre                     | 75165            | 18436              | 407,7 %                     |
| Champagne-Ardennes         | 40399            | 10727              | 376,6 %                     |
| Corse                      | 1512             | 1894               | 79,8 %                      |
| Franche-Comté              | 1639             | 8994               | 18,2 %                      |
| Haute-Normandie            | 57472            | 16872              | 340,6 %                     |
| Île-de-France              | 6557             | 72016              | 9,1 %                       |
| Languedoc-Roussillon       | 4216             | 16625              | 25,4 %                      |
| Limousin                   | 2648             | 4890               | 54,2 %                      |
| Lorraine                   | 48025            | 20149              | 238,3 %                     |
| Midi-Pyrénées              | 28869            | 18388              | 157,0 %                     |
| Nord-Pas-de-Calais         | 47584            | 35819              | 132,8 %                     |
| Pays-de-la-Loire           | 7904             | 25712              | 30,7 %                      |
| Picardie                   | 2468             | 14302              | 17,3 %                      |
| Poitou-Charentes           | 22336            | 12050              | 185,4 %                     |
| Provence-Alpes-Côte-d'Azur | 19141            | 39886              | 48,0 %                      |
| Rhône-Alpes                | 112652           | 66899              | 168,4 %                     |
| Total                      | 550221           | 476125             | 115,6 %                     |

### Sources
- Statistiques annuelles de l’électricité, RTE 2010